# Kap George
Kap George ist ein Kap an der Nordküste Südgeorgiens. Es liegt 9 km ostsüdöstlich des Barff Point und markiert sowohl die westliche Begrenzung der Einfahrt zur Bucht Godthul sowie zur Alsford Bay als auch die nördliche Begrenzung der Horseshoe Bay.
Teilnehmer der Zweiten Südseereise (1772–1775) des britischen Seefahrers James Cook entdeckten das Kap. Cook benannte es nach dem britischen Monarchen George III. (1738–1820).